# 丸尾晋
丸尾 晋（まるお すすむ、1875年《明治8年》8月12日 - 1921年《大正10年》9月8日）は、日本の医学者（眼科学）、医師。
東京帝国大学医科大学での勤務を経て、日本医学校講師、東京女医学校教授、復明館眼科医院院長、静岡県医師会会長などを歴任した。

## 概要
浜松県出身の医学者、および、眼科医である。「日本の近代眼科の父」と称される河本重次郎の薫陶を受け、東京帝国大学の医科大学を経て日本医学校や東京女医学校で教鞭を執った。のちに復明館眼科医院の院長に就任し、静岡県を中心に分院や出張所を幅広く展開した。

## 来歴

### 生い立ち
1875年（明治8年）8月12日、浜松県城東郡池新田村にて生まれた。丸尾家は医業を家業としており、祖父である丸尾良益は腕のいい眼科医として知られていた。父の丸尾興堂も眼科医であり、漢方医学に加えて西洋医学を習得し、のちに日本で初めてとなる近代的な眼科病院を設立したことで著名となった。こうした家庭環境から、やがて父と同じく医学の道を志すようになり、上京して東京帝国大学に進学し、分科大学の一つである医科大学にて学んだ。1902年（明治35年）、東京帝国大学を卒業した。

### 医学者として

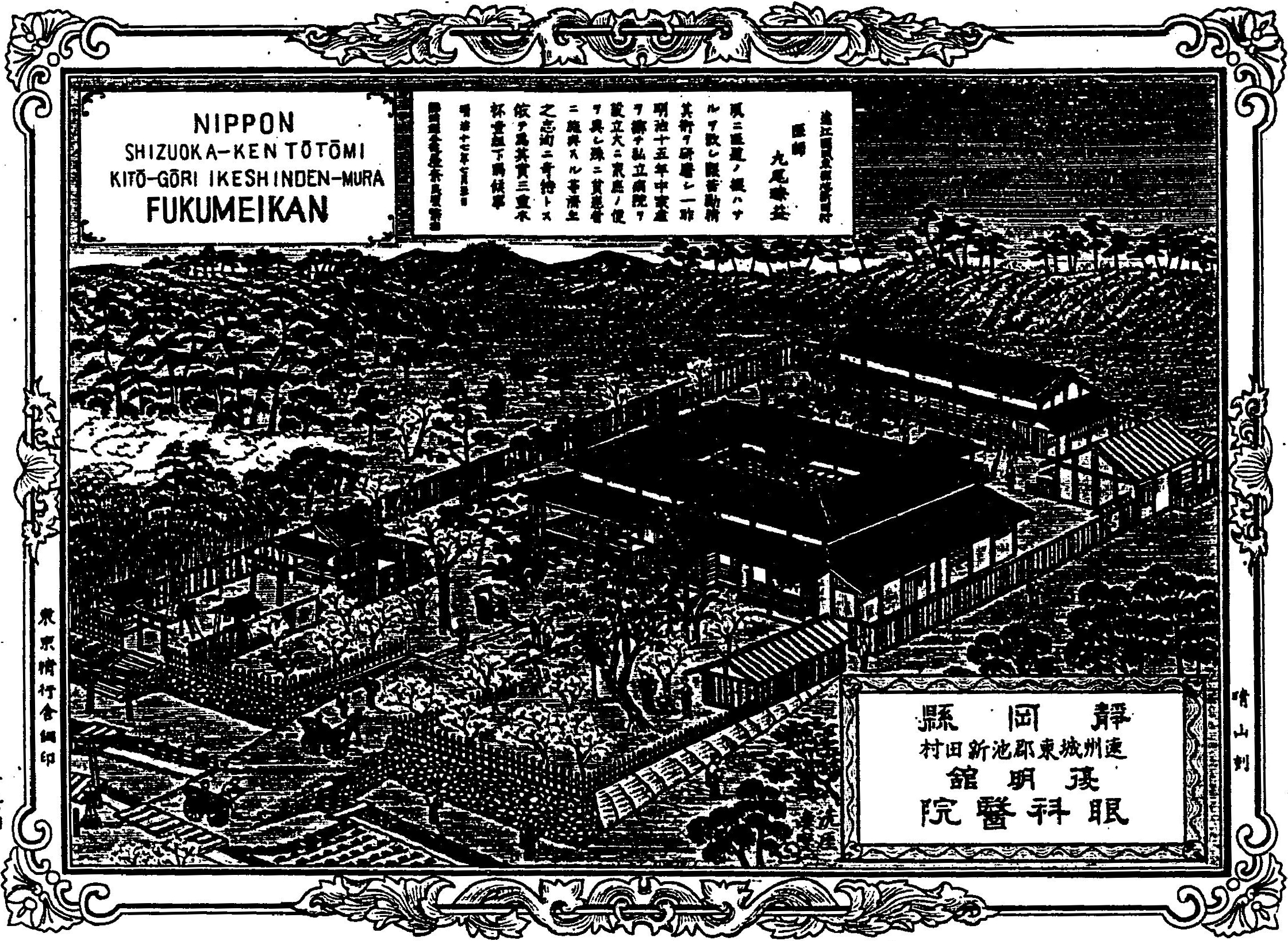
『日本博覧圖――靜岡縣』に掲載された静岡県城東郡池新田村の復明館眼科医院の全景

大学卒業後は、そのまま母校である東京帝国大学の医科大学にて眼科に入局した。「日本の近代眼科の父」と称される河本重次郎より薫陶を受けた。1903年（明治36年）、東京医学専門学校済生学舎が突然廃校を宣言したため、済生学舎で学んでいた学生が路頭に迷うことになった。この学生らを救済しようと、済生学舎同窓医学講習会において桂秀馬や川上元治郎らを中心に医学研究会が発足し、学生らに講義を行うことになった。この動きに賛同した丸尾ら5名も援助することになった。この動きはやがて、1904年（明治37年）の山根正次らによる日本医学校の設立に繋がった。丸尾も日本医学校で講師を務めることになり、産科学などを講じた。
その後、自身の故郷にほど近い遠江国城東郡嶺向村出身の吉岡彌生が設立した東京女医学校に転じることになり、1905年（明治38年）より眼科で教授を務めた。1906年（明治39年）、静岡県に帰郷した。丸尾家の家督は、晋の姉の夫である丸尾礼作が既に継承していた。そのため、父である丸尾興堂が長年率いてきた復明館眼科医院の静岡出張所を本院に昇格させるとともに、その院長に就任した。1909年（明治42年）には、より優れた医学を学ぶためドイツ帝国に留学した。翌々年に日本に帰国し、再び復明館眼科医院の業務に精力的に従事し、静岡県を中心に分院や出張所を幅広く展開した。1919年（大正8年）には静岡県医師会の会長に就任するなど、住民の健康水準の向上や地域医療の発展のために尽力した。ところが急性腎炎を患い、1921年（大正10年）9月8日に若くして死去した。

## 家族・親族

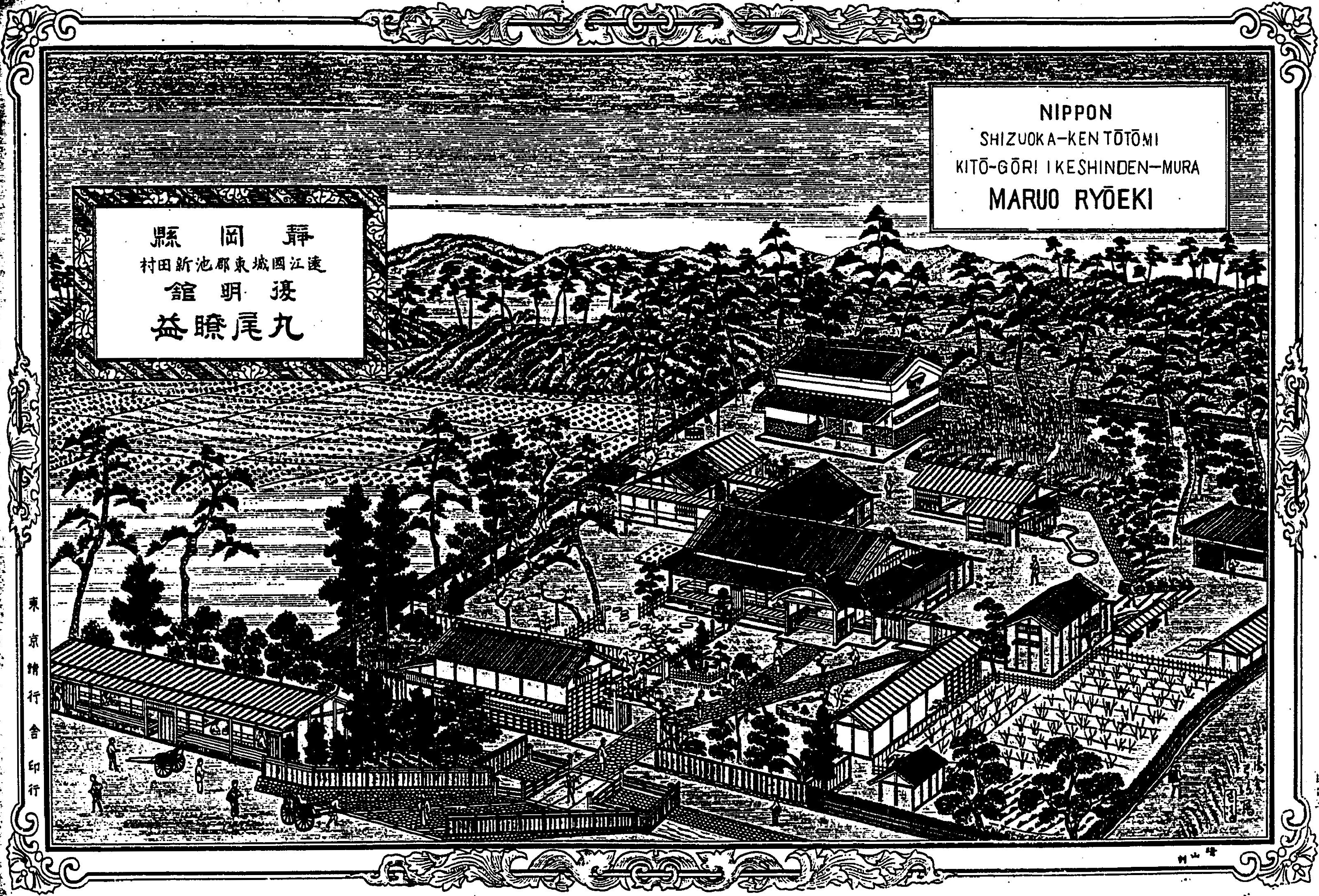
『日本博覧圖――靜岡縣』に掲載された生家である丸尾邸の全景

復明館丸尾家は医師を多数輩出した家柄である。もともと丸尾家は遠江国城東郡池新田村で農業を営んでいたが、当主の丸尾兵三郎の長男は農業に関心を持っていなかった。そのため、兵三郎の長男は、自ら弟に家督を譲って家業を任せると、自身は医業に携わるようになった。この兵三郎の長男が、医家としての丸尾家の初代となる。その兵三郎の長男には嫡子がなかったため、静岡浅間神社の神官の三男と自身の姪とを結婚させたうえで、養嗣子とした。養嗣子となったことにより2代目となった丸尾良益は、名医として知られるようになり、横須賀藩の藩主から「復明館」との屋号を与えられた。なお、良益は医師として「瞭益」と号するようになったため、のちに復明館丸尾家の当主は代々「瞭益」と号するようになった。良益の二男として生まれた丸尾興堂は、若くして兄が亡くなったため、兄に代わり嗣子となった。興堂は日本初の近代的な眼科病院である城東病院を創設し、のちに復明館眼科医院に改組すると分院や出張所を各地に展開した。この興堂の長男が丸尾晋である。なお、復明館丸尾家の家督については、晋の姉の夫である丸尾礼作が養嗣子として継いでいる。そのほか、帝京大学名誉教授となった眼科医の丸尾敏夫など、係累から多くの医師を輩出している。
- 丸尾兵三郎（高祖父） - 農家[2][9]
- 丸尾良益（祖父） - 医師[2]
- 丸尾興堂（父） - 医師[3][4]
- 丸尾礼作（義兄・養兄） - 医師

## 系譜
|            |            |            |            |            |            |  |  |              |              |              |              |              |              |  |  |              |              |              |              |              |              |  |  |          |          |          |          |          |          |  |  |          |          |          |          |          |          |  |  |
| 丸尾兵三郎 | 丸尾兵三郎 | 丸尾兵三郎 | 丸尾兵三郎 | 丸尾兵三郎 | 丸尾兵三郎 |  |  | 兵三郎の長男 | 兵三郎の長男 | 兵三郎の長男 | 兵三郎の長男 | 兵三郎の長男 | 兵三郎の長男 |  |  |              |              |              |              |              |              |  |  |          |          |          |          |          |          |  |  |          |          |          |          |          |          |  |  |
| 丸尾兵三郎 | 丸尾兵三郎 | 丸尾兵三郎 | 丸尾兵三郎 | 丸尾兵三郎 | 丸尾兵三郎 |  |  | 兵三郎の長男 | 兵三郎の長男 | 兵三郎の長男 | 兵三郎の長男 | 兵三郎の長男 | 兵三郎の長男 |  |  |              |              |              |              |              |              |  |  |          |          |          |          |          |          |  |  |          |          |          |          |          |          |  |  |
|            |            |            |            |            |            |  |  |              |              |              |              |              |              |  |  |              |              |              |              |              |              |  |  |          |          |          |          |          |          |  |  |          |          |          |          |          |          |  |  |
|            |            |            |            |            |            |  |  | 兵三郎の子   | 兵三郎の子   | 兵三郎の子   | 兵三郎の子   | 兵三郎の子   | 兵三郎の子   |  |  | 兵三郎の孫娘 | 兵三郎の孫娘 | 兵三郎の孫娘 | 兵三郎の孫娘 | 兵三郎の孫娘 | 兵三郎の孫娘 |  |  |          |          |          |          |          |          |  |  |          |          |          |          |          |          |  |  |
|            |            |            |            |            |            |  |  | 兵三郎の子   | 兵三郎の子   | 兵三郎の子   | 兵三郎の子   | 兵三郎の子   | 兵三郎の子   |  |  | 兵三郎の孫娘 | 兵三郎の孫娘 | 兵三郎の孫娘 | 兵三郎の孫娘 | 兵三郎の孫娘 | 兵三郎の孫娘 |  |  |          |          |          |          |          |          |  |  |          |          |          |          |          |          |  |  |
|            |            |            |            |            |            |  |  |              |              |              |              |              |              |  |  |              |              |              |              |              |              |  |  | 丸尾興堂 | 丸尾興堂 | 丸尾興堂 | 丸尾興堂 | 丸尾興堂 | 丸尾興堂 |  |  | 興堂の娘 | 興堂の娘 | 興堂の娘 | 興堂の娘 | 興堂の娘 | 興堂の娘 |  |  |
|            |            |            |            |            |            |  |  |              |              |              |              |              |              |  |  |              |              |              |              |              |              |  |  | 丸尾興堂 | 丸尾興堂 | 丸尾興堂 | 丸尾興堂 | 丸尾興堂 | 丸尾興堂 |  |  | 興堂の娘 | 興堂の娘 | 興堂の娘 | 興堂の娘 | 興堂の娘 | 興堂の娘 |  |  |
|            |            |            |            |            |            |  |  |              |              |              |              |              |              |  |  | 丸尾良益     |              |              |              |              |              |  |  |          |          |          |          |          |          |  |  |          |          |          |          |          |          |  |  |
|            |            |            |            |            |            |  |  |              |              |              |              |              |              |  |  |              |              |              |              |              |              |  |  |          |          |          |          |          |          |  |  | 丸尾礼作 |          |          |          |          |          |  |  |
|            |            |            |            |            |            |  |  |              |              |              |              |              |              |  |  |              |              |              |              |              |              |  |  |          |          |          |          |          |          |  |  |          |          |          |          |          |          |  |  |
|            |            |            |            |            |            |  |  |              |              |              |              |              |              |  |  |              |              |              |              |              |              |  |  |          |          |          |          |          |          |  |  | 丸尾晋   |          |          |          |          |          |  |  |
|            |            |            |            |            |            |  |  |              |              |              |              |              |              |  |  |              |              |              |              |              |              |  |  |          |          |          |          |          |          |  |  |          |          |          |          |          |          |  |  |
|            |            |            |            |            |            |  |  |              |              |              |              |              |              |  |  |              |              |              |              |              |              |  |  |          |          |          |          |          |          |  |  |          |          |          |          |          |          |  |  |

- 赤地に太字が本人、緑地が復明館丸尾家の歴代当主である。
- 丸尾兵三郎の長男は、農家である丸尾家の家督を弟に譲ると[2][9]、分家して医家としての丸尾家を興した[2]。
- 丸尾良益は丸尾兵三郎の長男の姪と結婚し[2][9]、兵三郎の長男の養嗣子となった[2][9]。
- 丸尾礼作は丸尾興堂の娘と結婚し、興堂の養嗣子となった。

## 略歴
- 1875年 - 浜松県城東郡池新田村にて誕生。
- 1902年 - 東京帝国大学医科大学卒業。
- 1902年 - 東京帝国大学医科大学眼科入局。
- 1904年 - 日本医学校講師[7]。
- 1905年 - 東京女医学校教授。
- 1906年 - 復明館眼科医院院長。
- 1921年 - 死去。

### 註釈
1. ↑  浜松県城東郡池新田村は現在の静岡県御前崎市に該当する。
2. ↑  東京帝国大学医科大学は、のちに東京大学大学院医学系研究科、東京大学医学部の源流の一つとなった。
3. ↑  東京医学専門学校済生学舎は、のちに日本医科大学の源流の一つとなった。
4. ↑  医学研究会は、のちに日本医科大学の源流の一つとなった。
5. ↑  日本医学校は、のちに日本医科大学の源流の一つとなった。
6. ↑  東京女医学校は、のちに東京女子医科大学の源流の一つとなった。
7. ↑  遠江国城東郡嶺向村は、のちの静岡県掛川市に該当する。

## 関連人物
- 桂秀馬
- 河本重次郎
- 吉岡彌生